# Hillsborough County (New Hampshire)
Hillsborough County is een county in de Amerikaanse staat New Hampshire.
De county heeft een landoppervlakte van 2.270 km² en telt 380.841 inwoners (volkstelling 2000). De hoofdplaatsen zijn Manchester en Nashua.

## Bevolkingsontwikkeling

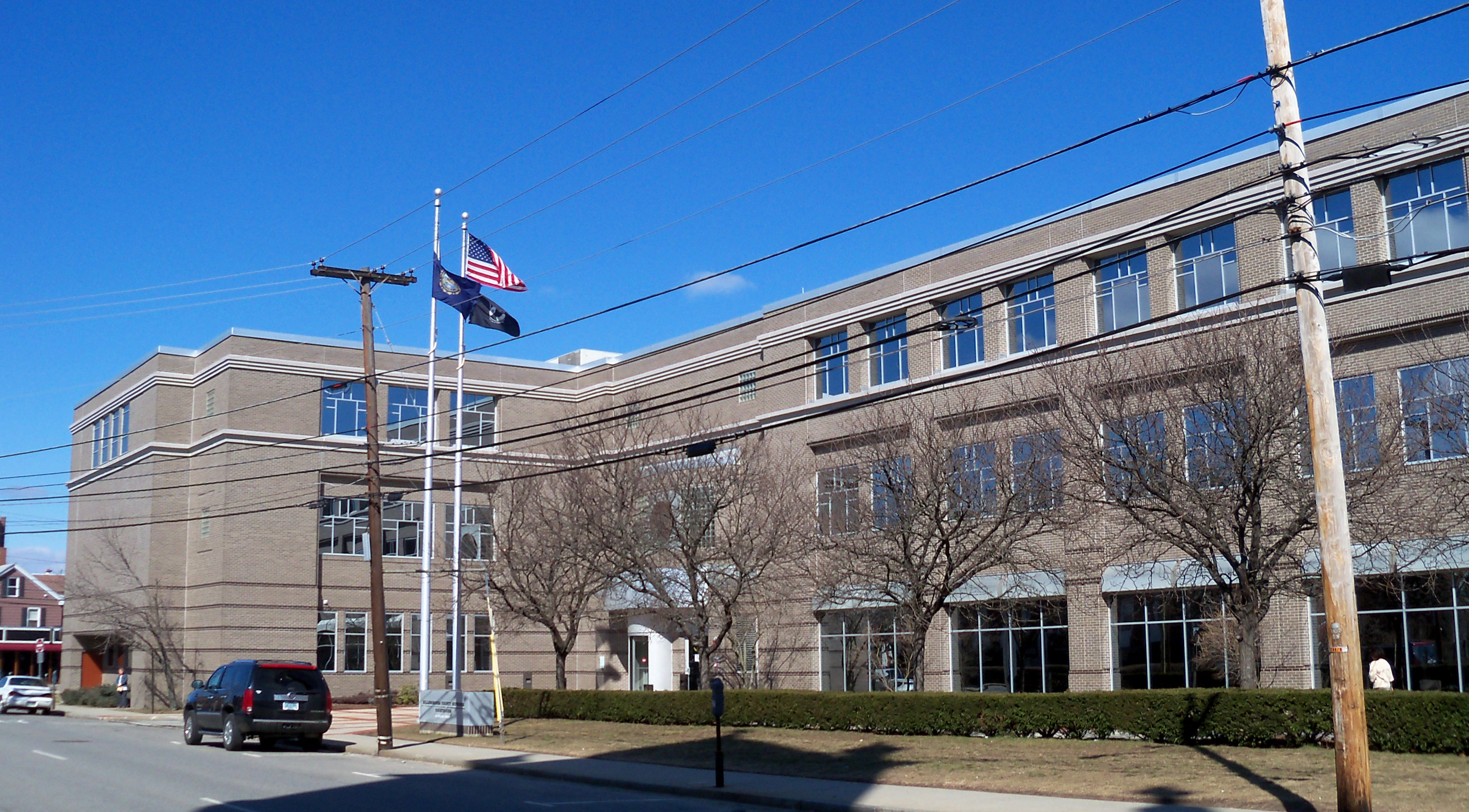
Hillsborough County Courthouse

Belknap County · 
Carroll County · 
Cheshire County · 
Coös County · 
Grafton County · 
Hillsborough County · 
Merrimack County · 
Rockingham County · 
Strafford County · 
Sullivan County